# Ведуреле (Селаж)
Ведуреле (рум. Vădurele) — село у повіті Селаж в Румунії. Входить до складу комуни Непрадя.
Село розташоване на відстані 386 км на північний захід від Бухареста, 27 км на північний схід від Залеу, 64 км на північ від Клуж-Напоки.

## Населення
За даними перепису населення 2002 року у селі проживала 251 особа, усі — румуни. Усі жителі села рідною мовою назвали румунську.